# Žár (okres České Budějovice)
Žár (něm. Sohors) je obec ležící v okrese České Budějovice, zhruba 6,5 km jihovýchodně od Trhových Svin a 5,5 km severozápadně od Nových Hradů, při silnici spojující tato dvě města. Žije zde 363 obyvatel.
Samotná vesnice Žár se nachází v katastrálním území Žár u Nových Hradů o rozloze 7,47 km².

## Místní části
Obec Žár se skládá ze tří částí na třech katastrálních územích.
- Božejov (k. ú. Božejov u Nových Hradů)
- Žár (ZSJ: Janovka II, Svaryšov, Žár), (k. ú. Žár u Nových Hradů)
- Žumberk (k. ú. Žumberk u Nových Hradů)

## Historie
První písemná zmínka o vsi pochází z roku 1186, kdy cisterciáckému klášteru ve Světlé (Zwettl) byla věnována ves Lazisich, tzn.  že zdejší obyvatelé byli usídleni ná lázu, tj. na pozemku nově upraveném  pro zemědělství. V nejstarších dobách tedy bylo pojmenování sídla odlišné od dnešního. Ale již roku 1221 je pro totéž místo doložen název současný (predium… quod vulgariter Sahar apellatur, tj. dvůr jenž se obecnou řečí zve Žár). Tehdy je zmiňován i Žárský rybník, který tak patří mezi nejstarší dodnes existující české rybníky. Ohledně původu názvu neexistuje jednoznačný výklad - možná je buď německá nápodoba českého slova Žďár nebo odvození od středohornoněmeckého slova saher, s významem ostřice, rákos.

## Pamětihodnosti
Žárský rybník poblíž vesnice patří k nejstarším českým rybníkům, byl založen v roce 1221. Na ostrůvku uprostřed něj nechali Buquoyové zřídit letohrádek, který již zanikl.
V místní části Janovka stojí kaple z roku 1891.

## Galerie

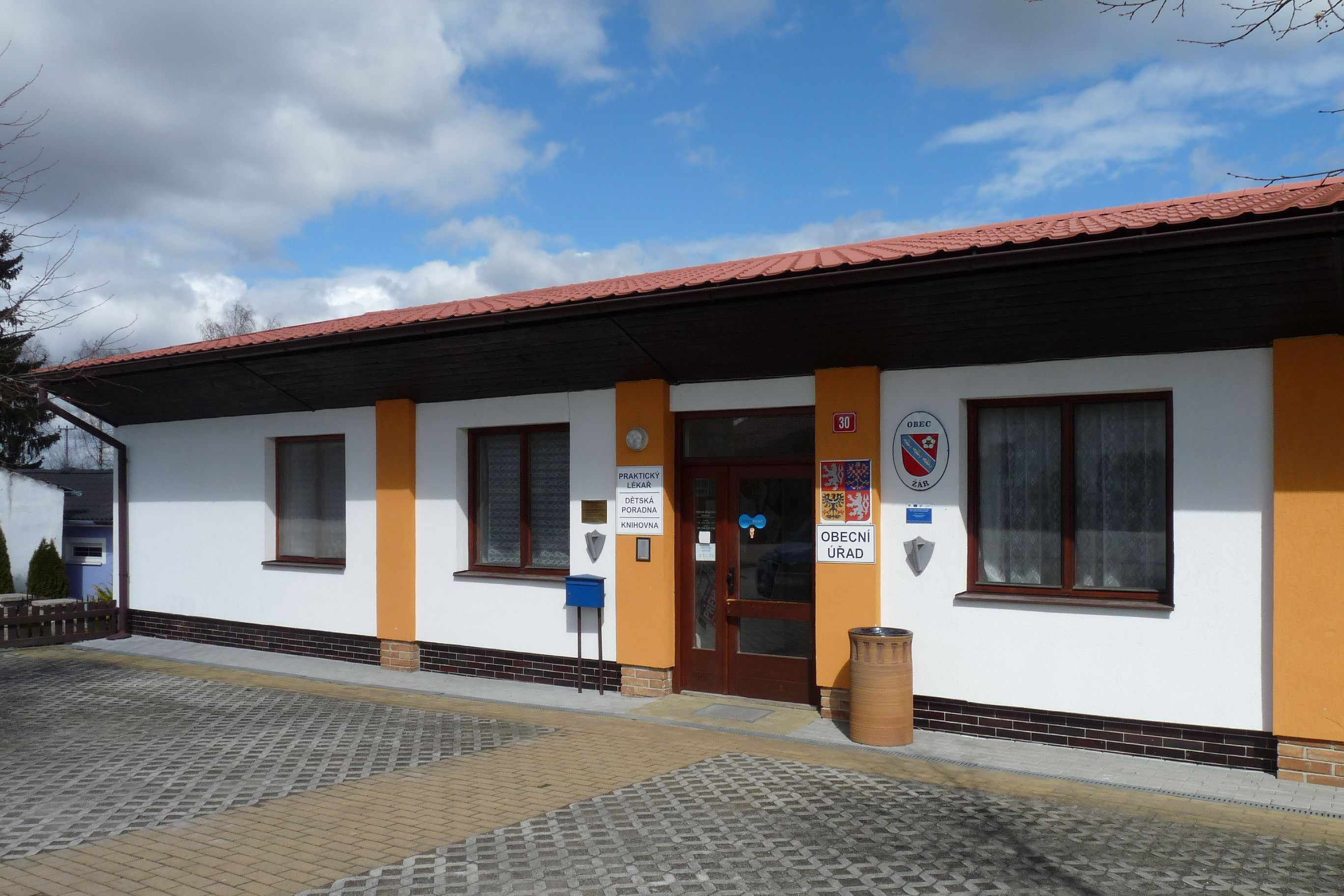
Obecní úřad v Žáru
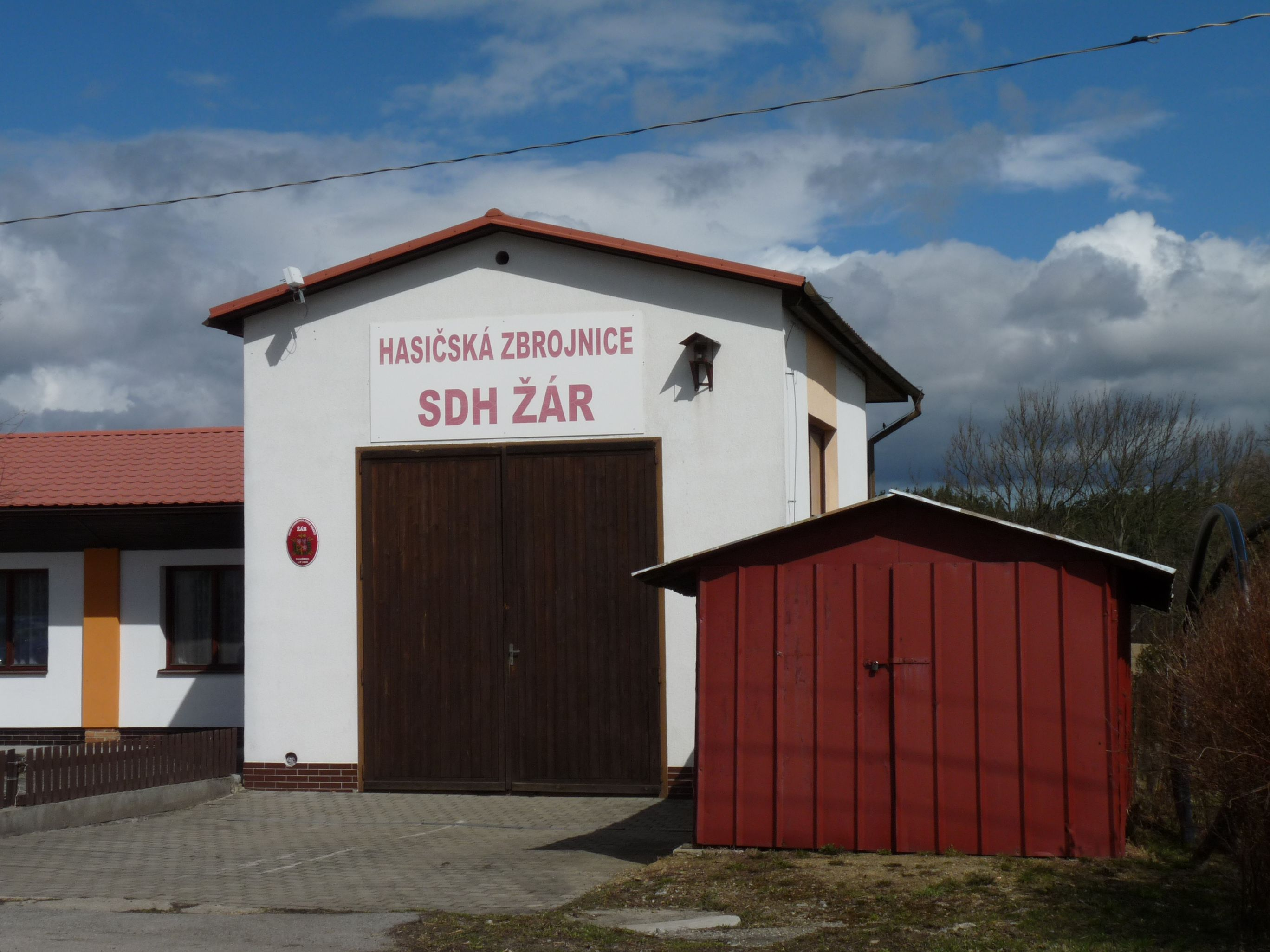
Hasičská zbrojnice
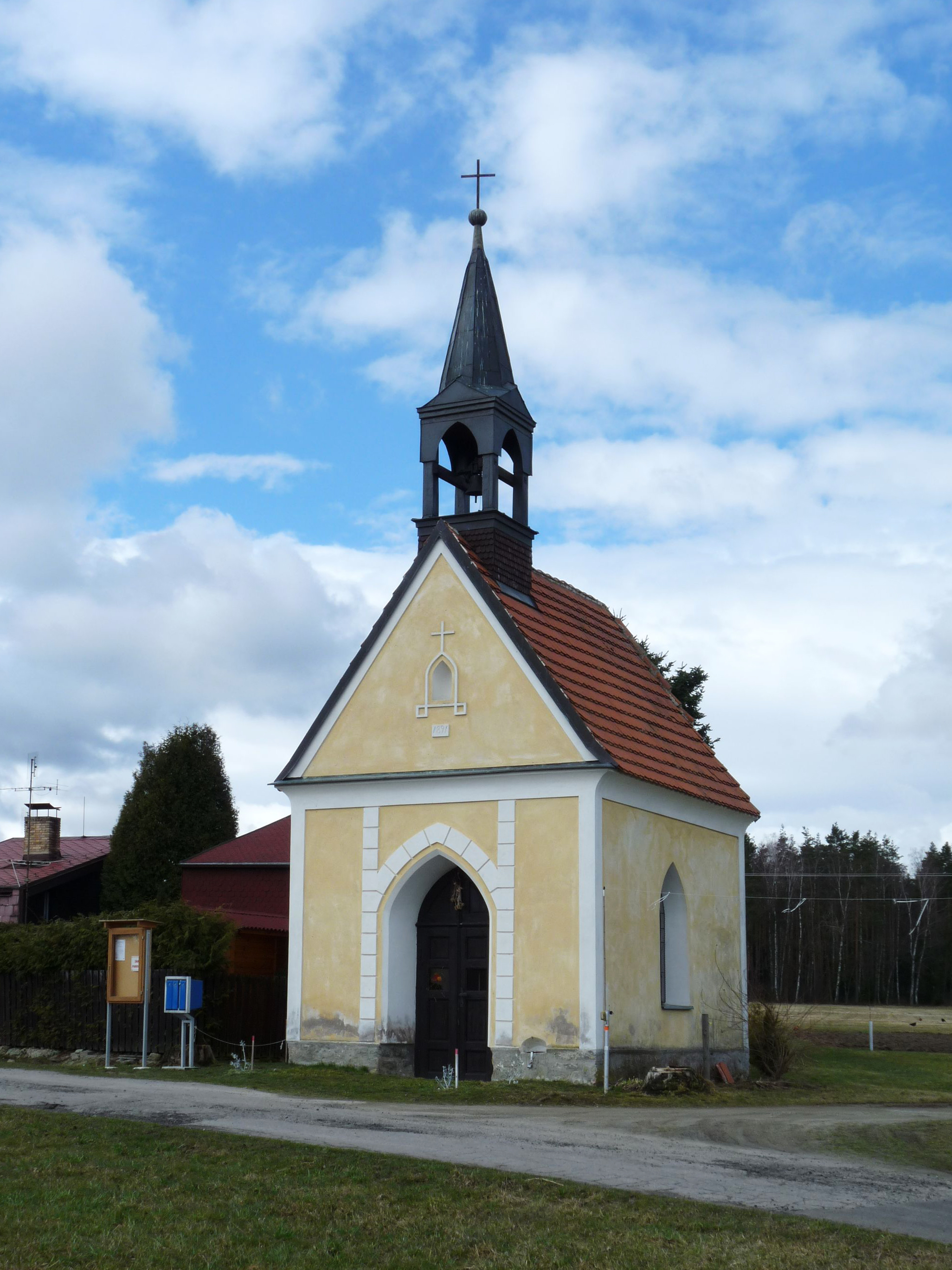
Kaple v Janovce